# Sam Kieth
Sam Kieth é um desenhista, natural dos Estados Unidos, de HQ alternativa. É o co-criador de Sandman, junto com Neil Gaiman. Foi também o criador de Four Women, Zero Girl, Ojo e The Maxx.
Lançou um livro, Art of Sam Kieth, que tem uma retrospectiva sobre sua carreira, além de entrevistas com Neil Gaiman, Jim Lee e vários outros profissionais com quem o artista já trabalhou.
"Por que um livro de arte sobre mim? Existem melhores artistas, mais talentosos, imaginativos e populares", disse Sam Kieth. "A verdadeira razão que concordei com isso é que não será apenas um livro de arte. Cobrirá todas as minhas fases como artista, desde os quadrinhos alternativos em preto e branco até grandes personagens e séries animadas".[carece de fontes?]